# Alexandre Bompard
Alexandre Bompard (Saint-Étienne; 4 de octubre de 1972) es un ejecutivo y empresario francés. En 2011 asumió como director general de la cadena minorista Fnac. Desde julio de 2017, se desempeña como presidente y director ejecutivo de Carrefour.

## Biografía

### Primeros años
Bompard nació el 4 de octubre de 1972 en Saint-Étienne, Francia. Como hijo de Alain Bompard, empresario y presidente del club de fútbol AS Saint-Étienne de 1997 a 2003, estuvo expuesto al mundo de los negocios a una edad temprana.[cita requerida]
Obtuvo títulos de dos instituciones parisinas: el Instituto de Estudios Políticos de París y la Escuela Nacional de Administración..[cita requerida]

### Carrera
Tras su graduación, se incorporó a la Inspección General de Finanzas, donde trabajó como inspector auxiliar hasta 1999, antes de ascender a inspector de finanzas en 2002. Después de trabajar como jefe de proyecto para el director general de la Inspección General de Finanzas, en 2003 se convirtió en asesor técnico de François Fillon, el entonces ministro de Asuntos Sociales, Trabajo y Solidaridad de Francia.
Se incorporó a la cadena francesa Canal+ en 2004 como jefe de gabinete del presidente del grupo, Bertrand Meheut, y en junio de 2005 fue nombrado director del departamento de deportes..[cita requerida]
En 2008, se unió a Europe 1 como presidente y director ejecutivo de la estación de radio..[cita requerida]
En noviembre de 2010, se convirtió en director general de la cadena minorista francesa Fnac. .[cita requerida]
En 2013, Bompard estuvo a cargo de cotizar la empresa y separar Fnac de Kering, lo que permitió al holding centrarse en marcas de lujo, mientras apuntaba a crear crecimiento de forma autónoma..[cita requerida]
Bompard se incorporó a Carrefour como director ejecutivo en julio de 2017. En enero de 2018, anunció un plan estratégico para la empresa, denominado «Carrefour 2022», con la ambición de convertir a Carrefour en el «líder de la transición alimentaria para todos». El plan incluye medidas para una mayor sostenibilidad de los alimentos y de los envases, la limitación del desperdicio alimentario, el desarrollo de bioproductos, colaboraciones en el ámbito del comercio electrónico, dos mil millones de euros de inversiones anuales a partir de 2018, así como medidas organizativas y de reducción de costes.
En el contexto de la pandemia de COVID-19, Bompard concedió a 85.000 empleados en sus puestos de trabajo y expuestos en Francia una bonificación de 1.000 euros, y condonó el 25% de su salario fijo durante un periodo de dos meses.
Bompard y el conjunto del consejo de administración de Carrefour decidieron renunciar al 25% de los honorarios de sus directivos hasta finales de 2020, para financiar acciones solidarias en favor de la empresa..[cita requerida]